# Człowiek z żelaza
Człowiek z żelaza (literalment en català 'L'home de ferro') és una pel·lícula polonesa realitzada per Andrzej Wajda el 1981 que continua la història iniciada a Człowiek z marmuru ('L'home de marbre', 1977). Człowiek z żelaza va ser rodada en una època relativament liberal: entre el 1980 i l'aplicació de la llei marcial a Polònia el desembre de 1981. La pel·lícula relata una història fictícia en la qual un reporter anomenat Winkel ha de reunir material contra un membre de Solidarność anomenat Maciek Tomczyk (protagonista de Człowiek z marmuru).

## Argument
Durant les vagues de les drassanes de Gdańsk al començament dels anys 1980, Maciek Tomczyk, un obrer marcat per la mort del seu pare, milita a Solidarność tot lluitant a favor dels drets socials. El govern comunista encarrega llavors a Winkel, un empleat de la televisió de l'estat, d'infiltrar-se entre els obrers en vaga de les drassanes per tal d'investigar l'activitat de Maciek i poder-lo desacreditar als ulls de l'opinió pública. Durant la investigació, Winkel coneix l'esposa de Maciek, un company d'estudis i altres personatges que l'ajudaran a reconstruir la trajectòria sindicalista de Maciek. Comença aleshores una retrospectiva de la vida de Maciek que se situa als aldarulls de març de 1968. En aquesta època, Maciek és un líder estudiantil i intenta convèncer el seu pare que els estudiants s'afegeixin a la lluita dels obres de les drassanes. El pare, en un gest protector i paternalista, s'hi nega en rotund i prohibeix a Maciek unir-se a la manifestació.
Ja arribat el 1970, els obrers polonesos es revolten de nou i en una de les confrontacions amb la policia mor el pare de Maciek, el qual és tirotejat per la ZOMO. Maciek perd els nervis i ha de ser ingressat en una clínica per, un cop recuperat de l'atac d'histèria, abandonar els estudis tot incorporant-se al moviment obrer.
Maciek comença a treballar a les drassanes, però aviat s'acomiadat sota el pretext d'intentar organitzar els obrers i de pretendre crear una exposició que reconstrueixi els fets de la mort del seu pare. El patró de les drassanes aconsegueix impedir l'exposició just quan aquesta ja anava a ser inaugurada. Ja sense treball, Maciek es dedica a escriure texts crítics amb el sistema i mentre reparteix les octavetes és reduït per la policia i empresonat per tres mesos. Complida la condemna, Maciek es reincorpora a les drassanes de Gdańsk mentre continua actiu en la mobilització obrera, que esclata la tardor de 1980 en forma de vaga, el resultat d'aquesta és la fundació del sindicat obrer Solidarność.
Winkel, un cop ha esbrinat la vida de Maciek, s'adona que és víctima d'una manipulació i, malgrat la pressió exercida per la seva jerarquia, presenta la seva dimissió i s'acaba ajuntant als sindicalistes.

## Repartiment
- Jerzy Radziwilowicz: Maciek Tomczyk / Mateusz Birkut
- Krystyna Janda: Agnieszka
- Marian Opania: Winkel
- Boguslaw Linda: Dzidek
- Irena Byrska: la mare Hulewicz
- Wiesława Kosmalska: Wiesława Hulewicz
- Franciszek Trzeciak: Badecki
- Andrzej Seweryn: Wirski

Amb la participació de Lech Wałęsa i Anna Walentynowicz interpretant-se a ells mateixos.

## Premis i nominacions
Premis
- Palma d'or al Festival Internacional de Cinema de Canes de 1981

Nominacions
- César a la millor pel·lícula estrangera
- Oscar a la millor pel·lícula de parla no anglesa de 1982